# 政策形成の過程
『政策形成の過程』(Policy-Making Process)とはチャールズ・リンドブロムとエドワード・ウッドハウスによる政策形成についての著作である。

## 概要
イェール大学のリンドブロムとレンセラール工科大学のウッドハウスは漸進主義の研究で高く評価されている研究者であり、本書もリンドブロムの研究に基づいた政策形成過程の分析である。1968年に初版が出版したが、その後に第2版や第3版で内容が変化している。
現実の政策形成に直面した場合には人間の知能には限界があるために政策案はどうしても不完全なものとなる。さらに問題を客観的に分析したとしてもその対策について無条件に合意が得られるとは限らない。なぜなら選好や価値観が多様であるために全ての人びとを説得させるような政策案をまとめることは難しくなる。したがって政策分析によって政治を理解することは現実的ではなく、また多様な価値観が存在する民主社会にとって危険な見方であると考えられる。
本書で述べられている理論的な枠組みは政治的相互交流である。つまり政策形成の過程においては政治関係者が個々に意思決定する局面だけでなく、関係者間の相互作用を通じた調整過程である政治的相互交流の局面がある。前者の局面において各主体によって個別的に行われるものが戦略的分析であり、これは現状に近い政策案に選択肢を限定すること、また問題を限定することで複雑性を最小化すること、また政策の実施において見直しながら継続的に微調整を繰り返すことなどに特徴付けられる。
民主主義はこのような戦略的分析の限界を超える潜在的知性があるのである。それが政治的相互交流であり、そこで意思決定の参加者は合意形成のために説得や取引などで他者の操作が行われる。その結果として戦略的分析では導き出せないような広範な意見や価値観などが政策形成過程に盛り込まれる発展性がある。